# Kongolese Burgeroorlog
De Kongolese Burgeroorlog (1665-1709) was een opvolgingsstrijd tussen rivaliserende huizen van het koninkrijk Kongo. Gedurende de late 17e en vroege 18e eeuw vochten aanhangers van het huis Kinlaza en het huis Kimpanzu om de troon. Daarnaast mengden verschillende andere fracties zich in de strijd, waaronder het huis Água Rosada en het graafschap (later koninkrijk) Soyo, die aanspraak maakten op afstamming van één of beide hoofdfracties. Tegen het einde van de oorlog was de ooit machtige hoofdstad van Kongo verwoest en werden veel Kongolezen tot slaaf gemaakt en afgevoerd via de Trans-Atlantische slavenhandel.

## Oorsprong
Het koninkrijk Kongo bereikte zijn hoogtepunt onder de heerschappij van koning Garcia II, een van zijn machtigste heersers. Garcia II kwam aan de macht na de dood van zijn broer, Álvaro VI, die hij had geholpen om de troon te veroveren op het Huis Kimpanzu. Samen vestigden de broers een nieuwe dynastie, bekend als het Huis Kinlaza, genoemd naar de Nlaza-kanda.
Deze dynastie baseerde haar recht op de troon op maternale afstamming, in tegenstelling tot de patrilineaire aanspraken van het Huis Kimpanzu en het Huis Nsundi. Dit zorgde vanaf het begin voor felle tegenstand. Rivaliserende troonpretendenten schaarden zich achter het Huis Kimpanzu en bonden de strijd aan met Garcia II.
Toen hij aan de macht kwam, waren de Kimpanzu stevig gevestigd in het graafschap Soyo, waar ze steun verleenden aan de overgebleven aanhangers van zowel het Huis Nsundi als hun eigen fractie. Vanuit Soyo claimden ze titels als prinsen en later grootprinsen. Tegen het einde van Garcia’s heerschappij was Soyo volledig onafhankelijk geworden van Kongo, en de vijandigheid tussen de Huizen Kinlaza en Kimpanzu was openlijk, met complotten tegen de koning en militaire conflicten als gevolg.

## Afdaling in oorlog
In 1661 overleed koning Garcia II, waarna zijn tweede oudste zoon, António, de troon besteeg. Koning António I was vastbesloten om de Portugezen uit Angola te verdrijven, aangezien zij sinds 1622 een voortdurende bedreiging voor Kongo vormden.
Garcia II’s poging om de Nederlanders te steunen in hun korte oorlog tegen Portugal over de havenstad Luanda was desastreus uitgepakt. Portugal kwam sterker dan ooit uit het conflict en behield de controle over Luanda, de belangrijkste bron van Kongo’s nzimbu-schelpengeld. Bovendien moest Kongo steeds meer vertrouwen op Nederlandse steun, die echter afnam door de opkomst van Soyo als concurrent. Deze ontwikkelingen brachten António I ertoe een volledig anti-Portugees beleid te voeren.

### Slag bij Mbwila
Ondanks de oplopende spanningen tussen Kongo en Portugees Angola, was het een conflict over het kleine grensstadje Mbwila dat uiteindelijk tot oorlog leidde. Dit gebied had in het verleden trouw gezworen aan zowel Kongo als Portugees Angola. In 1665 escaleerde een interne opvolgingsstrijd binnen het lokale hoofdschap, waarbij een troonpretendent de steun van Kongo kreeg, terwijl zijn tante werd gesteund door Portugees Angola.
Op 29 oktober 1665 ontmoetten de twee machten elkaar in de Slag bij Mbwila. Kongo leed een verpletterende nederlaag. Koning António I en veel edelen van het huis Kinlaza sneuvelden op het slagveld. De koninklijke kroon en scepter werden als trofeeën naar Portugal gestuurd. De jonge erfgenaam van de troon werd gevangengenomen en overgebracht naar Luanda, samen met het hoofd van António. Ook de koninklijke bezittingen, die António uit vrees voor rivalen niet in Kongo had willen achterlaten, gingen verloren.
Met de koning, de troonopvolger en de symbolen van het leiderschap verloren, stortte het koninkrijk al snel in een burgeroorlog. Partizanen van de huizen Kinlaza en Kimpanzu bevochten elkaar om de macht, wat het begin markeerde van een lange periode van interne strijd.

## Soyo-interventie in Kongo
De Slag bij Mbwila bracht geen grote veranderingen in de grenzen van Centraal-Afrika teweeg. Kongo en Portugees Angola hadden na de strijd niet meer controle over deze afgelegen nederzetting dan ervoor. De partij die echter wel profiteerde van Kongo’s nederlaag was het graafschap Soyo, waar veel Kimpanzu-aanhangers woonden.
Soyo, geregeerd door de Silva kanda, had lange tijd als toevluchtsoord gediend voor de Kimpanzu die zich in de zuidelijke regio Luvota schuilhielden. Met de afwezigheid van een sterke tegenstander in Kongo wisten de da Silvas hun macht op te leggen aan zowel de Kinlaza- als de Kimpanzu-kandidaten voor de troon, waarmee ze een bepalende rol speelden in de politieke instabiliteit van het koninkrijk.

### Begin van Soyo-interventie
Koning Afonso II van Kongo en Nkondo, niet te verwarren met Afonso II uit de 16e eeuw, besteeg de troon na de dood van António I. Als aanhanger van het Huis Kimpanzu paste zijn heerschappij goed in de plannen van Soyo.
De Kinlaza reageerden echter snel en verdreven Afonso, waarna zij Álvaro VII op de troon plaatsten. De afgezette koning vluchtte naar Nkondo, waar hij zijn aanspraak op de troon van Kongo bleef opeisen.

### Invasies van Kongo (1666 en 1669)
Koning Álvaro VII bleek een tiran te zijn, gehaat door zowel zijn politieke rivalen als het volk. In een ongekende wending marcheerde Soyo naar de hoofdstad en hielp de bevolking bij de afzetting en moord op de koning.
In juni werd een nieuwe Kinlaza-koning gekozen, ditmaal onder toezicht van Soyo. Álvaro VIII besteeg de troon en regeerde drie jaar lang. Hij stond de Portugezen toe om naar goud te zoeken in zijn rijk, maar er werd niets gevonden. Hoewel het Huis Kinlaza ogenschijnlijk de troon in handen hield, was het Soyo dat feitelijk de macht over het koninkrijk uitoefende.
In januari 1669 kwam koning Pedro III, een andere Kinlaza-aanhanger met minder sympathie voor Soyo, aan de macht. Soyo greep opnieuw in en zette hem af. Ditmaal plaatsten de da Silvas een Kimpanzu-heerser op de troon. Pedro III vluchtte naar Lemba (ook bekend als Mbula of Bula), maar dit betekende niet het einde van zijn rol in de Kongolese politiek.

### Einde van Soyo-interventie
Koning Álvaro IX werd door Soyo op de troon gezet in de hoop dat een Kimpanzu-heerser gemakkelijker te controleren zou zijn. Toch begon zelfs binnen het Huis Kimpanzu het verzet tegen Soyo’s inmenging in Kongo te groeien.
In 1670 werd Álvaro IX afgezet door Rafael I, de markies van Mpemba. In tegenstelling tot zijn voorganger was Rafael I een Kinlaza en niet bereid zich door de da Silvas te laten overheersen.

#### Slag bij Kitombo
Eenmaal op de troon zocht de ambitieuze koning Rafael I Portugese steun om zijn toezichthouders in Mbanza-Soyo te verwijderen. In ruil voor mijnrechten en de kans om Soyo te straffen voor zijn samenwerking met de "heidense" (niet-katholieke) Nederlanders, stuurde Portugees Angola een leger onder bevel van João Soares de Almeida.
Aanvankelijk behaalde het Angolese leger een overwinning op Soyo en doodde graaf Estêvão da Silva, de heerser van Soyo. Echter, bij de Slag bij Kitombo werden de Portugezen verpletterend verslagen door een Soyo-leger onder leiding van prins Pedro da Silva, de broer van de gesneuvelde graaf. Deze overwinning beëindigde de Portugese ambities in Kongo tot de 19e eeuw, maar liet Soyo in een veel kwetsbaardere positie achter.
Koning Rafael I bleef op de troon, terwijl Soyo zich richtte op het beschermen van zijn grenzen en het verkrijgen van pauselijke erkenning. De overwinning bij Kitombo wordt in delen van Angola nog steeds herdacht op Sint-Lucasdag (18 oktober).

## Plundering van São Salvador
Ondanks de precaire situatie bleven de Kimpanzu het Koninkrijk Kongo regeren. Ondertussen begonnen machtige provincies zoals Nsundi en Mbata zich af te scheiden, waardoor de invloed van de koning steeds verder afnam. De handel werd omgeleid naar stabielere gebieden buiten Kongo, zoals Soyo en Loango, wat de centrale macht nog verder verzwakte.
Na de dood van koning Rafael I werd Afonso III van Kongo, de markies van Nkondo, zijn opvolger. Zijn regeerperiode was echter kort en werd gevolgd door de heerschappij van koning Daniel I. Daniel I regeerde vier jaar voordat de Kinlaza een laatste, noodlottige poging deden om de troon te heroveren. De afgezette koning Pedro III trok in 1678 met Jaga-huurlingen op naar São Salvador, wat resulteerde in een hevige veldslag waarbij koning Daniel I werd gedood en een groot deel van de stad in vlammen opging.
Door de vernietiging van de hoofdstad werden de rivaliserende troonpretendenten gedwongen om hun heerschappij vanuit bergforten voort te zetten. De Kinlaza trokken zich terug in Mbula, terwijl de Kimpanzu hun machtsbasis vestigden in Mbamba Luvota, in het zuiden van Soyo. São Salvador veranderde in een verlaten plek waar wilde dieren ronddwaalden, en waar rivaliserende koningen zichzelf tot heerser kroonden, slechts om zich daarna terug te trekken uit angst voor tegenstanders. Zelfs na de herbevolking zou de stad nooit meer haar vroegere glorie herwinnen.

## Verdeeld koninkrijk
Zonder een centrum voor handel en politiek hield het eens machtige Koninkrijk Kongo gedurende twee decennia op te bestaan. Dit weerhield de rivaliserende facties er echter niet van om elkaar te blijven bestrijden.
In 1680 werd koning Pedro III vermoord onder een vredesvlag door Manuel de Nóbrega, als vergelding voor de dood van zijn broer, koning Daniel I. Pedro III werd opgevolgd door zijn jongere broer, João II. Koning João II streed onafgebroken om de controle over een ander Kinlaza-bolwerk, Kibangu, maar zonder succes.
Uiteindelijk viel Kibangu in handen van interne tegenstanders die zich verzetten tegen de troonopvolging van Manuel I van Kibangu. In 1688 werd Manuel afgezet door twee broers uit de Água Rosada kanda, een dynastie die voortkwam uit een Kimpanzu-vader en een Kinlaza-moeder. De oudste broer, koning Álvaro X, regeerde vanuit de bergvesting tot zijn dood in december 1695. Zijn jongere broer, Pedro IV, zou later de wederopbouw van Kongo leiden.
Ondertussen regeerde Manuel de Nóbrega, de broer van koning Daniel I, over Mbamba Luvota namens de Kimpanzu, gesteund door de machtige koningin Suzana de Nóbrega. Manuel gebruikte de invloed van Soyo om oorlog te voeren tegen alle Kinlaza-aanhangers binnen zijn bereik, waaronder koningin Ana Afonso de Leão, de matriarch van de Kinlaza.

### Antonianen
Te midden van de Kongolese Burgeroorlog (en mogelijk ook als gevolg ervan) ontstond een religieuze beweging onder leiding van een jonge adellijke vrouw uit de Mbidizi-vallei.
Beatriz Kimpa Vita, geboren in een familie binnen de invloedssfeer van de Kinlaza, beweerde bezeten te zijn door de geest van Sint-Antonius, wat haar beweging de naam gaf. Volgens haar verschenen Sint-Antonius in visioenen en gaf haar de opdracht om het Koninkrijk Kongo te herenigen.
Beatriz reisde naar de bergforten van de Kinlaza, zoals Kibangu en Bula, om de rivaliserende troonpretendenten te overtuigen om São Salvador opnieuw te bevolken en een einde te maken aan het bloedvergieten. Toen haar pogingen werden afgewezen, verzamelde ze haar volgelingen en trok in oktober of november 1704 naar de ruïnes van de oude hoofdstad.
Met de steun van Pedro "Kibenga" Constantino da Silva, een half-Kimpanzu/half-Silva brigant die nominale trouw zwoer aan Pedro IV, groeide Beatriz uit van een religieuze leider tot een politieke bedreiging. Op aandringen van Kapucijner missionarissen liet koning Pedro IV haar arresteren wegens ketterij en op de brandstapel executeren. Kort daarna vertrok Pedro IV om São Salvador in te nemen en het koninkrijk definitief te herenigen.

### Slag om São Salvador
Koning Pedro IV had al vóór de opkomst van de Antonianen gewerkt aan de hereniging van Kongo. Hij wist bijna alle troonpretendenten door diplomatieke middelen aan zich te binden, zelfs de Kimpanzu erkenden uiteindelijk zijn heerschappij.
Op 15 februari 1709 marcheerde koning Pedro IV met zijn leger naar São Salvador, slechts een kruis dragend als symbool van zijn missie. In de daaropvolgende slag tussen Pedro IV en Pedro Constantino da Silva werden de Antonianen verpletterend verslagen. Constantino da Silva werd gevangengenomen en onthoofd terwijl hij probeerde zich over te geven.

### Slag bij Mbula
De verslagen Antonianen vluchtten naar Bula en zochten steun bij João II, die nog steeds weigerde enige andere koning van Kongo dan zichzelf te erkennen. João II trok met zijn troepen zuidwaarts in de hoop voordeel te behalen ten koste van Pedro IV.
Op 4 oktober, de feestdag van Sint-Franciscus, botsten de legers van João II en Pedro IV in het Mbula-gebied. Opnieuw behaalde Pedro IV een overwinning, en João II vluchtte terug naar Lemba. Overweldigd door zijn succes riep Pedro IV Sint-Franciscus uit tot zijn redder en hernoemde hij zijn basis tot São Francisco de Kibangu.

## Einde van de oorlog
Na deze veldslagen wijdde koning Pedro IV zich volledig aan de hereniging van Kongo en het verzoenen van de Kinlaza en Kimpanzu. Hij verleende een algemene amnestie aan alle Kimpanzu. Manuel Makasa, de jongste broer van Kibenga, werd Pedro’s schoonzoon en erfgenaam.
Koning Pedro IV overleed in 1718 en liet een gedeeltelijk herenigd koninkrijk achter, met São Salvador opnieuw als hoofdstad. Prins Manuel Makasa volgde hem op als koning onder de naam Manuel II van Kongo. Na zijn regering werd hij vreedzaam opgevolgd door Garcia IV Nkanga a Mvemba, zoals vastgelegd in Pedro’s verzoeningsakkoord. Koning Garcia IV behoorde tot de Mbula-factie van de Kinlaza, en na zijn heerschappij staakte de Kinlaza van Bula hun onafhankelijke troonsaanspraken. De nakomelingen van Pedro IV bleven in Kibangu wonen en voerden de titel van prins, maar eisten nooit meer actief de troon op.
Gedurende de daaropvolgende vijftig jaar heerste er relatieve vrede, met slechts enkele korte onderbrekingen. De troon wisselde voornamelijk tussen de Kinlaza van het oosten en de Kimpanzu van het westen. Ondanks het herstel van de monarchie waren de gloriedagen van Kongo voorbij. Het koninkrijk herwon nooit zijn vroegere economische of politieke macht en viel uiteen in feodale staten die de koning van Kongo erkenden, maar feitelijk buiten zijn controle vielen.